# 库雷
库雷（法語：Couret）是法国上加龙省的一个市镇，属于圣戈当区（Saint-Gaudens）阿斯佩县（Aspet）。该市镇总面积4.34平方公里，2009年时的人口为189人。

## 人口
库雷人口变化图示